# Влад-Крістьян Жьяну
Влад-Крістьян Жьяну (рум. Vlad-Cristian Jianu; нар. 27 вересня 1984 - Бухарест) – румунський шахіст, гросмейстер від 2007 року.

## Шахова кар'єра
Неодноразово представляв Румунію на чемпіонаті світу та Європи серед юніорів у різних вікових категоріях, здобувши три срібні медалі: Сегед (1994, ЧС-до 10 років), Беїле-Херкулане (1994, ЧЄ до 10 років) і Рімавска Собота (1996, ЧЄ до 12 років). Крім того, триразовий призер командного чемпіонату Європи серед юніорів до 18 років (всі турніри відбулись у Балатонлелле): золотий (2002), срібний (2001) і бронзовий (2000). 2006 року виборов титул чемпіона Румунії.
Гросмейстерські норми виконав на турнірах в Тімішоарі (двічі перемігши у 2005 і 2006 роках), а також на чемпіонатах Європи (Дрезден, 2007). Також 2007 року переміг на турнірі за швейцарською системою в Галаці. 2010 року переміг на турнірі за круговою системою Limpedea Cup в Бая-Спріє. 2011 року поділив 1-ше місце (разом з Мартином Кравцівим) у Фонтенії.
Неодноразово представляв Румунію на командних змаганнях, зокрема:
- двічі на командних чемпіонатах Європи (2007, 2013)[3],
- двічі на шахових олімпіадах серед юніорів до 16 років (1999, 2000)[4],
- тричі на командних чемпіонатах Європи серед юніорів до 18 років (2000, 2001, 2002); триразовий призер: в командному заліку – золотий (2002), срібний (2001) і бронзовий (2000)[5].

Найвищий рейтинг Ело в кар'єрі мав станом на 1 серпня 2013 року, досягнувши 2566 очок займав тоді 7-ме місце серед румунських шахістів.

## Зміни рейтингу
| На цьому місці має відображатися графік чи діаграма, однак з технічних причин його відображення наразі вимкнено. Будь ласка, не видаляйте код, який викликає це повідомлення. Розробники вже працюють для того, щоби відновити штатне функціонування цього графіка або діаграми. | |
| | На цьому місці має відображатися графік чи діаграма, однак з технічних причин його відображення наразі вимкнено. Будь ласка, не видаляйте код, який викликає це повідомлення. Розробники вже працюють для того, щоби відновити штатне функціонування цього графіка або діаграми. |